# Ostrov, Chrudim
Ostrov là một làng thuộc huyện Chrudim, vùng Pardubický, Cộng hòa Séc.